# Список Оркнейских островов

Оркнейские острова из космоса

Оркнейские острова (англ. Orkney Islands, гэльск. Àrcaibh, устаревшее название Орка́дские острова́) — архипелаг на северо-восток от Шотландии, в 16 км от её северной оконечности, состоящий из более чем 70 островов и шхер, расположенный между островом Великобритания и Шетландскими островами, на границе Северного моря и Атлантического океана.
Общая площадь — 1025 км², из которых 523 км² приходится на остров Мейнленд. Среди островов архипелага около 20 обитаемы. За десять лет (2001—2011) население Оркнейских островов выросло с 19 245 до 21 349 человек.
Вместе с двумя крошечными удалёнными островами Сул-Скерри и Стак-Скерри, расположенными в 60 км западнее, и не включаемыми в Оркнейский архипелаг, составляют округ Шотландии Оркни.
Многие острова архипелага имеют окончание «-ей» (англ. -ay), что в переводе с древнескандинавского языка означает «остров».

## Список
Сортировка по умолчанию — по площади, по убыванию. Также любой столбец можно отсортировать по убыванию/возрастанию/алфавиту, нажав на чёрные треугольники в заглавии столбца.
| Название           | Площадь, км² | Население (2011), чел. | Высшая точка, м | Комментарии, ссылки |
| ------------------ | ------------ | ---------------------- | --------------- | --- |
| Мейнленд           | 523,25       | 17 162                 | 271             | Крупнейший и самый населённый остров архипелага: на нём проживает более 80 % жителей Оркнейских островов. |
| Хой                | 143,18       | 419                    | 479             | На острове расположен самый высокий кекур Великобритании (137 м) и высшая точка архипелага, холм Уорд. |
| Сандей             | 50,43        | 494                    | 65              | |
| Саут-Роналдсей     | 49,8         | 909                    | 118             | |
| Раузи              | 48,6         | 216                    | 249             | |
| Уэстрей            | 47,13        | 588                    | 169             | |
| Стронсей           | 32,75        | 349                    | 44              | |
| Шапинсей           | 29,48        | 307                    | 64              | |
| Идей               | 27,45        | 130                    | 101             | |
| Саут-Уоллс         | 11           | См. Хой                | 57              | |
| Папа-Уэстрей       | 9,18         | 90                     | 49              | За 10 лет (2001—2011) население острова выросло более чем на 35 % (для сравнения: население Шотландии за тот же период выросло на 4 %). На острове находятся исключительно хорошо сохранившиеся строения эпохи неолита.                                 |
| Бёррей             | 9,03         | 409                    | 80              | |
| Флотта             | 8,76         | 80                     | 58              | На острове расположено крупнейшее нефтехранилище архипелага. |
| Норт-Роналдсей     | 6,9          | 72                     | 20              | Самый северный остров архипелага. Здесь разводят необычную породу овец. |
| Эгилсей            | 6,5          | 26                     | 35              | |
| Грэмсей            | 4,09         | 28                     | 62              | |
| Уайр               | 3,11         | 29                     | 32              | |
| Фара               | 2,95         | 0                      | 43              | Крупнейший необитаемый остров архипелага, необитаем с 1960-х годов. |
| Каф-оф-Идей        | 2,43         | 0                      | 54              | |
| Гэйрсей            | 2,4          | 3                      | 102             | В 1841 г. на острове проживали 71 человек, в 1930-х — 1960-х гг. он был необитаем, затем переписи населения фиксируют здесь от 3 до 7 жителей. |
| Фарей              | 1,8          | 0                      | 32              | Необитаем с 1940-х годов. |
| Кава               | 1,07         | 0                      | 38              | Необитаем с 1990-х годов. |
| Хунда              | 1            | 0                      | 42              | |
| Суона              | 0,92         | 0                      | 41              | Необитаем с 1974 г. |
| Оскерри            | 0,85         | 4                      | 18              | |
| Эйнхаллоу          | 0,75         | 0                      | 30              | Необитаем с 1890-х годов. |
| Папа-Стронсей      | 0,74         | 0                      | 13              | Согласно переписи населения 2011 г., остров необитаем (в 2001 г. — 11 жителей). По информации марта 2020 г., на острове постоянно проживают около дюжины монахов католической конгрегации «Сыны Пресвятого Искупителя», купившей этот остров в 1999 г.. |
| Копинсей           | 0,73         | 0                      | 64              | Необитаем с 1970-х годов. |
| Линга-Холм         | 0,57         | 0                      | 18              | Необитаем с 1880-х годов. См. также Список островов с названием Линга. |
| Глимпс-Холм        | 0,55         | 0                      | 32              | |
| Суита              | 0,41         | 0                      | 28              | |
| Лэм-Холм           | 0,4          | 0                      | 20              | Необитаем с 1990-х годов. На острове стоит хорошо сохранившаяся Итальянская Часовня. |
| Хеллейр-Холм       | 0,35         | 0                      | 28              | Необитаем с 1967 г. |
| Макл-Скерри        | 0,34         | 0                      | 20              | Необитаем с 1994 г. Маяк высотой 36 м, работающий с 1794 г. |
| Риза-Литл          | 0,32         | 0                      | 20              | |
| Макл-Грин-Холм     | 0,28         | 0                      | 28              | На смеси древнескандинавского, английского и шотландского языков дословное название острова — «Большой зелёный остров». |
| Холм-оф-Фарей      | 0,27         | 0                      | 19              | |
| Холм-оф-Хаип       | 0,24         | 0                      | 18              | |
| Холм-оф-Скокнесс   | 0,22         | 0                      | 18              | |
| Холм-оф-Папа       | 0,21         | 0                      | 15              | Также известен под названиями Холм-оф-Папай, Холм-оф-Папа-Уэстрей и Папай-Холм. Знаменит гробницей возрастом около 5000 лет. |
| Дамсей             | 0,18         | 0                      | 11              | |
| Свейн-Холм         | 0,17         | 0                      | 15              | |
| Браф-оф-Бирсей     | 0,16         | 0                      | 46              | Приливный остров. |
| Каф-оф-Флотта      | 0,16         | 0                      | 16              | |
| Холм-оф-Гримбистер | 0,16         | 3                      | 8               | В 2016 г. остров выставлен на продажу за £300 000. |
| Иннер-Холм         | 0,02         | 1                      | 16              | Частный приливный остров. |
| Хорс-оф-Копинсей   | <0,01        | 0                      | 28              | |

Среди прочих необитаемых островков архипелага можно отметить Баррел-оф-Баттер, Блэк-Холм, Корн-Холм, Раск-Холм, Кили-Холм, Холм-оф-Хоутон, Неви-Скерри, Тивс-Холм.
К Оркнейским островам также часто относят остров Строма, но юридически в этот архипелаг он не входит.